# Modo lidio

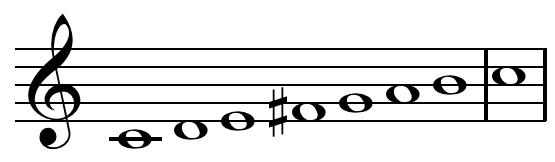
Modo lidio moderno en do.

Modo lidio en música puede hacer referencia a tres conceptos distintos relacionados con escalas debido a confusiones históricas en la transcripción:
- uno de los harmoniai o tonoi griegos basado en una especie de octava concreta, la octava do'-do.
- uno de los modos eclesiásticos medievales, también llamado modo V, tritus authenticus o modo auténtico de fa.[2]
- una escala diatónica modal moderna, relacionada con el modo medieval.

## Modo lidio griego

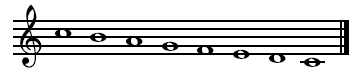
Modo lidio griego en do.

En la teoría musical de la antigua Grecia es más apropiado emplear los términos armonía o tonos (en plural harmoniai o tonoi), ya que la palabra «modo» es un término latino posterior. Así pues, el tonos lidio recibe esta denominación debido al antiguo reino de Lidia en Anatolia.
Se construye, como el resto de modos auténticos griegos, descendentemente a partir de la nota tónica del modo mediante dos tetracordos idénticos separados por un tono entero.
La teoría musical griega distinguía tres géneros de escalas:
- En el género diatónico la interválica descendente de cada tetracordo es tono-tono-semitono.
- En el género cromático la interválica descendente de cada tetracordo es tercera menor-semitono-semitono.
- En el género enarmónico la interválica descendente de cada tetracordo es tercera mayor-cuarto de tono-cuarto de tono.

En su género diatónico está formado por la sucesión de notas que se produce al tocar todas las teclas blancas de un piano de do a do (do si la sol | fa mi re do). Se trata de una escala descendente que va desde la nota parhypate hypaton hasta trite diezeugmenon.
Esta misma secuencia de notas ordenada ascendentemente es equivalente al modo jónico actual o modo mayor.
|                                                    |
| Lidio griego en do (género diatónico). Reproducirⓘ |

|                                                    |
| Lidio griego en mi (género cromático). Reproducirⓘ |

|                                                     |
| Lidio griego en mi (género enarmónico). Reproducirⓘ |

## Modo lidio medieval
Durante la Edad Media se llevó a cabo una reorganización del sistema modal, de tal manera que los modos pasaron a ser ascendentes. Se les llama también modos eclesiásticos o gregorianos por ser utilizados en el canto llano litúrgico. Estos modos medievales son una copia de los ocho tonos bizantinos y tomaron sus denominaciones de los modos griegos.
La iglesia bizantina desarrolló en sus orígenes un sistema de ocho modos musicales (el oktōēchos), que sirvió como modelo para que los teóricos del canto llano medieval europeo desarrollaran su propio sistema de clasificación modal a partir del siglo IX.
El éxito de la síntesis occidental de este sistema con elementos del cuarto libro de la serie De institutione musica de Boecio, creó la falsa impresión de que el oktōēchos bizantino era herencia directa de la antigua Grecia.
El término fue usado originalmente para designar a una de las harmoniai tradicionales de la teoría musical griega y tenía varios significados, entre los que se incluía el sentido de una octava formada por ocho sonidos. Este nombre fue tomado por el teórico Ptolomeo del siglo II junto con otros seis para designar sus siete tonoi o tonalidades de transposición.
Cuatro siglos más tarde, Boecio interpretó a Ptolomeo en latín, aún con el sentido de tonalidades de transposición en lugar de escalas. Cuando la teoría del canto llano estaba siendo formulada por primera vez en el siglo IX, estos siete nombres más un octavo, hipermixolidio (más tarde sustituido por hipomixolidio), fueron nuevamente reasignados en el tratado anónimo Alia Musica. Uno de los comentarios sobre ese tratado denominado Nova expositio, les dio por primera vez el sentido de especies de octavas diatónicas o escalas.

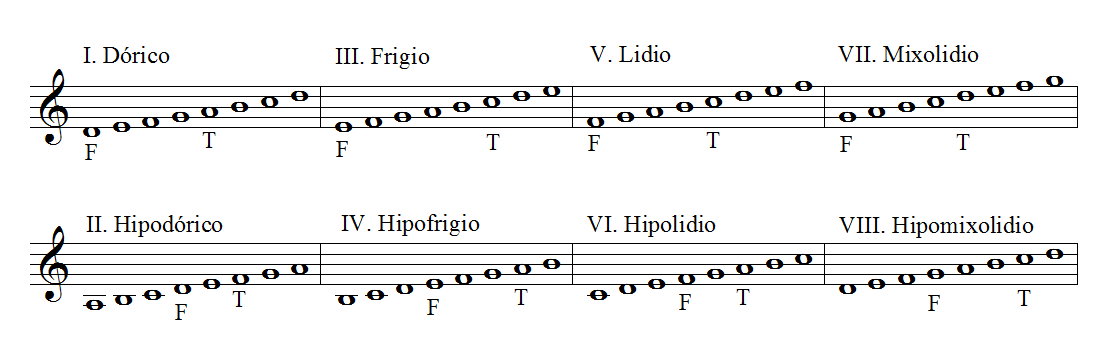
Los ocho modos medievales, la letra «F» indica la finalis y la «T» el tenor.

La denominación «lidio» llegó a ser aplicada a uno de los ocho modos de música eclesiástica medieval: el quinto modo, que además del nombre griego también era conocido como modo V, tritus authenticus o modo auténtico de fa.
La nota más importante de un modo era la finalis en la cual concluye; le sigue en importancia la nota de repercusión que era aquella en la que se desarrollaba la salmodia o recitación. En el modo lidio la finalis era fa y la nota de repercusión era do.
Durante la Edad Media y el Renacimiento este modo era descrito de dos formas diferentes. La primera es un especia de octava diatónica que va de fa a fa una octava por encima, que se divide en el do obteniéndose dos segmentos: fa-sol-la-si-do | do-re-mi-fa. La segunda descripción es un modo con final en fa y un ambitus que se extiende hasta el fa de una octava superior; en este modo la nota do se considera que tiene un importante función melódica. Muchos teóricos de la época observaron que en la práctica si bemol se utiliza más frecuentemente que el si natural en las piezas escritas en modo lidio.

## Modo lidio moderno

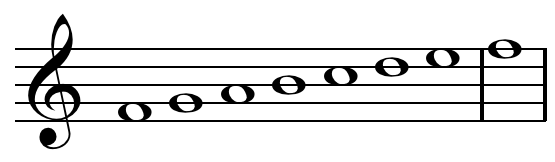
Modo lidio moderno en fa.

El modo lidio moderno o modo de fa, por el contrario, es una escala diatónica estricta que puede formarse de forma sencilla a partir las teclas blancas del piano de fa a fa, así como cualquier transposición de su patrón de intervalos ascendente (T-T-T-S-T-T-S).
Debido a la importancia de la escala mayor en la música actual, este modo se suele describir como la escala que comienza en el cuarto grado de la escala mayor, o también como una escala mayor cuyo cuarto grado está elevado un semitono. Por ejemplo, una escala de do mayor con el fa sostenido en lugar de fa natural.
En el modo lidio las tríadas de tónica, dominante y supertónica son todas mayores. La subdominante es disminuida. Y finalmente las tríadas construidas en los tres grados restantes de la escala son menores.
Ejemplos de construcción del modo lidio:
- Modo lidio en do: relacionado con la escala de sol mayor (do-re-mi-fa♯-sol-la-si-do)
- Modo lidio en re: relacionado con la escala de la mayor (re-mi-fa♯-sol♯-la-si-do♯-re)
- Modo lidio en mi: relacionado con la escala de si mayor (mi-fa♯-sol♯-la♯-si-do♯-re♯-mi)
- Modo lidio en fa: relacionado con la escala de do mayor (fa-sol-la-si-do-re-mi-fa)
- Modo lidio en sol: relacionado con la escala de re mayor (sol-la-si-do♯-re-mi-fa♯-sol)
- Modo lidio en la: relacionado con la escala de mi mayor (la-si-do♯-re♯-mi-fa♯-sol♯-la)
- Modo lidio en si: relacionado con la escala de fa sostenido mayor (si-do♯-re♯-mi♯-fa♯-sol♯-la♯-si)

## Otras escalas relacionadas
- Kalyani (raga), es la escala equivalente al modo lidio en música clásica india.

## Ejemplos

### Música clásica occidental

#### Antigua Grecia
El Segundo himno délfico fue escrito en el 128 a. C. por el músico Athénaios Athenaíou. El himno está predominantemente en el tonos lidio, tanto diatónico como cromático, con secciones además en el tonos hipolidio.

#### Música clásica contemporánea
Una muestra no muy conocida del uso del modo lidio en el repertorio clásico es la pieza "Messe in der lydischen Tonart" (Misa en el modo lidio) de 1822, escrita por Simon Sechter.
Un ejemplo más famoso de aproximadamente la misma época es el tercer movimiento del Cuarteto de cuerda n.º 15 en la menor, Op. 132 de 1825 de Ludwig van Beethoven. Esta pieza fue titulada por el compositor "Heiliger Dankgesang eines Genesenen an die Gottheit, in der lydischen Tonart" ("Sagrada canción de acción de gracias de un convaleciente a la Divinidad, en el modo lidio"). Los pasajes alternos en fa utilizan la escala lidia con el cuarto grado alterado con un sostenido exclusivamente.
Anton Bruckner empleó el cuarto grado elevado por un sostenido de la escala lidia en su motete "Os justi" de 1879, más estrictamente de lo que los compositores renacentistas lo había hecho al escribir en este modo.
Charles-Valentin Alkan escribió la obra Allegro barbaro (Étude Op. 35, n.º 5) que está en fa lidio.
En el siglo XX los músicos empezaron de nuevo a explotar las escalas modales con cierta frecuencia. Un ejemplo de mediados de siglo es el scherzo de la Sinfonía n.º 3 de Carlos Chávez, compuesta entre 1951 y 1954. El movimiento se inicia con el sujeto de una fuga, con saltos muy amplios, en do lidio con las siguientes entradas en fa y sol lidios.

### Bandas Sonoras Originales
- E.T., el extraterrestre de John Williams.[cita requerida]

### Música popular urbana
- "María" de West Side Story en mi bemol lidio.[19]
- "Freewill" de Rush en fa lidio.[19]
- "Dreams" de Fleetwood Mac en fa lidio.[19]
- "Landslide" de Fleetwood Mac en do lidio.[19]
- "Hey Jealousy" de Gin Blossoms en re lidio.[19]
- "Here comes my Girl" de Tom Petty en la lidio.[19]
- "Man on the Moon" de R.E.M. en do lidio.[19]
- "Jane Says" de Jane's Addiction en sol lidio.[19]
- "Possibly Maybe" de Björk, en el pasaje que empieza con las palabras "Much as I definitely enjoy solitude".[20]
- "Human Nature" de Michael Jackson. Compuesta por Steve Porcaro, teclista de Toto (y versionada por Miles Davis)
- Tema musical de The Simpsons.[19]

#### Jazz
El pianista y compositor George Russell desarrolló un concepto lidio cromático de organización tonal, que ejerció una gran influencia en el mundo del jazz, inspirando los trabajos de músicos como Miles Davis, John Coltrane, Ornette Coleman y Woody Shaw.

#### Dance
- "Once Lydian" es una canción de 2014 del productor musical Andrew Bayer, que tituló así a una de sus obras, haciendo referencia al modo utilizado inicialmente en la canción.